# Unité danoise
Unité danoise (Dansk Samling) est un parti politique danois fondé en 1936.

## Résultats électoraux

### Élections législatives
| Année          | Voix   | %    | Sièges  | Rang | Gouvernement           |
| -------------- | ------ | ---- | ------- | ---- | ---------------------- |
| 1939           | 8 553  | 0,5  | 1 / 149 | 9e   |                        |
| 1943           | 43 367 | 2,2  | 3 / 149 | 5e   | Vilhelm Buhl II (1945) |
| 1945           | 63 760 | 3,11 | 4 / 149 | 6e   | Opposition             |
| 1947           | 24 724 | 1,19 | 0 / 150 | 8e   |                        |
| 1950           |        |      |         |      |                        |
| avril 1953     | 16 383 | 0,79 | 0 / 151 | 7e   |                        |
| septembre 1953 |        |      |         |      |                        |
| 1957           |        |      |         |      |                        |
| 1960           |        |      |         |      |                        |
| 1964           | 9 747  | 0,37 | 0 / 179 | 9e   |                        |